# Ліснотарновицька сільська рада
Ліснотарновицька сільська рада — орган місцевого самоврядування у Надвірнянському районі Івано-Франківської області з адміністративним центром у с. Лісна Тарновиця.

## Історія
Утворена 9 липня 1991 року.

## Загальні відомості
Водоймища на території, підпорядкованій даній раді: річка Стримба.

## Населені пункти
Сільській раді підпорядковані населені пункти:
- с. Лісна Тарновиця — населення 1 675 ос.; площа 13,308 км²

## Склад ради
Рада складається з 20 депутатів та голови.

### Керівний склад ради
| ПІБ                         | Основні відомості                                                                | Дата обрання | Дата звільнення |
| --------------------------- | -------------------------------------------------------------------------------- | ------------ | --------------- |
| Романюк Василь Іванович     | Сільський голова, 1955 року народження, освіта, член Української Народної Партії | 26.03.2006   | 31.10.2010      |
| Марковецька Марія Василівна | Сільський голова, 1972 року народження, освіта середня спеціальна, позапартійна  | 31.10.2010   |                 |

Примітка: таблиця складена за даними джерела